# Alcoolisme en Russie
L'alcoolisme en Russie est un problème de santé publique de premier plan qui affecte le pays de multiples manières. 
Un plan gouvernemental restreignant la vente d'alcool, en augmentant le prix et en interdisant la publicité, a fait baisser la consommation de 43 % entre 2003 et 2016,.
Cette baisse a contribué à la hausse de l’espérance de vie, qui a atteint un niveau record en 2018, pour s’établir à 78 ans pour les femmes et 68 ans pour les hommes. Au début des années 1990, l’espérance de vie des hommes n’était que de 57 ans,,,. 
Si la politique des autorités russes a été contradictoire depuis le début du XXe siècle, la lutte contre l'alcoolisme est devenue un chantier national prioritaire des politiques publiques, en agissant en amont et en aval du problème. Néanmoins, les causes de cette pathologie sont multifactorielles et difficiles à isoler, tandis que les traitements, financièrement lourds et encore insuffisants, s'avèrent longs, compliqués et le risque de rechute est notable.

## Historique

### L'alcool sous les tsars

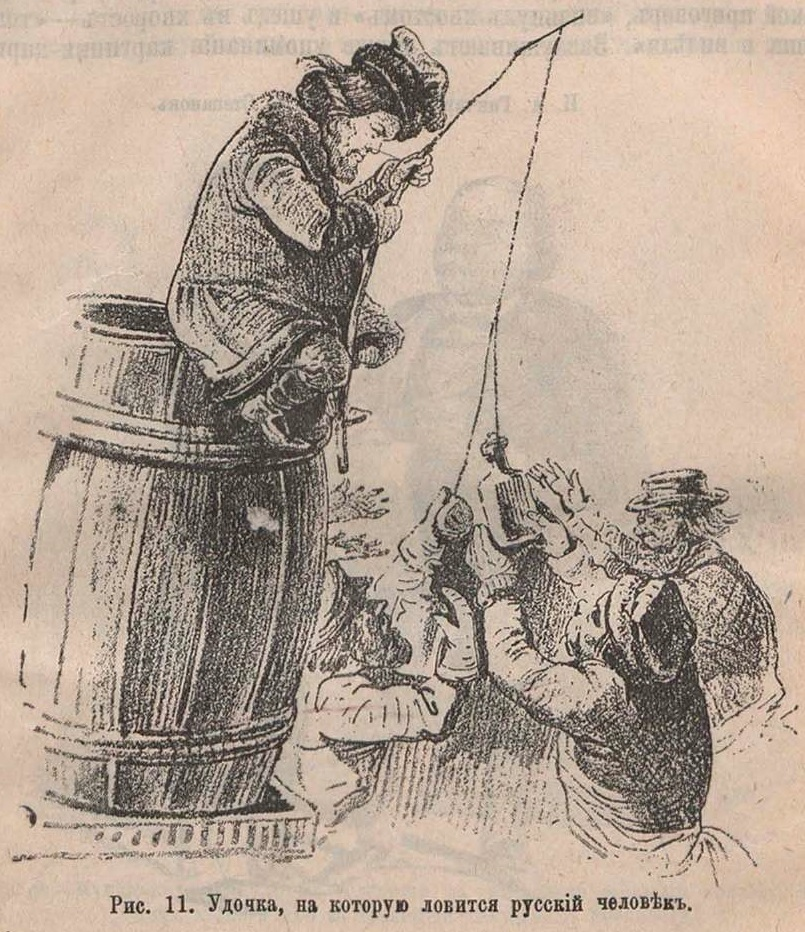
« L'hameçon auquel mord le Russe. » Caricature russe du XIX.

La consommation d'alcool fait partie intégrante de la culture russe, et ses fondements sont profondément enracinés dans l'histoire, et remontent pour certains au Xe siècle. Une légende soutient que Vladimir le Grand a refusé l'islam comme religion d'État en raison de la prohibition de l'alcool induite dans ses textes. Par la suite, l’alcool a été tantôt toléré, tantôt encouragé en raison des revenus engendrés.
En 1540, Ivan IV de Russie commence à mettre en place les Kabak (ru) dans les principales villes de l'empire. Ces kabaks sont en quelque sorte des tavernes d'État, les seules légales bénéficiant du monopole de la production et de la vente, destinées à remplir les coffres royaux,,.
En 1860, la vodka était une véritable boisson nationale puisqu'elle générait jusqu'à 40 % des revenus de l'État. Au commencement de la Première Guerre mondiale, une interdiction a été instaurée à travers tout l'Empire russe, limitant drastiquement la vente d'alcools forts aux restaurants. La diminution des recettes du pouvoir entraîne une forte inflation, tandis que des distilleries clandestines se créent partout dans le pays. Fin novembre 1917, pour juguler les désordres provoqués par l'alcoolisme et les pillages qui s'entretenaient l'un l'autre, les bolchéviques dynamitèrent les stocks d'alcool, établirent la prohibition et envoyèrent les Gardes Rouges qui tuèrent un grand nombre d'émeutiers qui pillaient les magasins d'alcool.

### L'ère soviétique

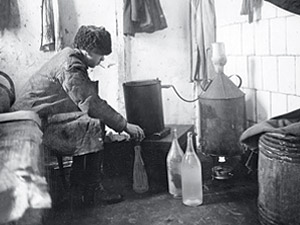
Production de vodka artisanale (samagone) en 1920.

Une fois l'arrivée des bolchéviques au pouvoir, la réduction de la consommation d'alcool en Union soviétique était au programme. Idéologiquement, la culture de l'alcool est aussi subversive que la propriété privée ou la religion, et le régime se doit de faire table rase du passé. Néanmoins, rencontrant les mêmes problèmes qu'avait connus Nicolas II, le pouvoir fait marche-arrière : la vente d'alcool a été officiellement réintroduite via des points de vente officiels. Les revenus du régime sont alors nettement rehaussés, ce qui lui permet de lourds investissements. Parallèlement, il tente à partir de 1928 une éphémère lutte contre l'alcoolisme, sacrifiée au profit des entrées financières.
Staline quant à lui encourage la consommation d'alcool, qui ne concerne plus uniquement le prolétariat, mais les dirigeants, dont l’ébriété laisse échapper certaines paroles parfois condamnables. Lors de la mobilisation, 100 g de vodka intègrent le quotidien du soldat, l'objectif étant de supporter les rudes conditions de combat, et de souder les troupes. C'est durant les années de guerre que la vodka devient le symbole de la résistance, du patriotisme et du courage[réf. nécessaire].
Par la suite, Khrouchtchev, Brejnev, Andropov et Tchernenko ont tous essayé d'endiguer le problème de l'alcoolisme. Gorbatchev tente quant à lui de prendre le problème avec énergie. Le 17 mai 1985, le PCUS publie plusieurs mesures de lutte contre l'alcoolisme. Concrètement, celles-ci prennent la forme d'un rationnement très sévère de la vodka par coupon et de lourdes amendes aux personnes en état d'ébriété publique. Si la production de vodka est divisée par deux en deux ans, la production ménagère compense le manque. Autre effet secondaire, la population commence à se tourner vers des substituts de piètre qualité, souvent même dangereux pour la santé : nettoyant pour vitre, eau de Cologne, après-rasage, voire d'autres produits modifiés artisanalement. 
Si la manœuvre anti-alcool s'est avérée être un succès (réduction de la consommation par personne, augmentation de la qualité de vie, baisse de la criminalité...), elle était extrêmement impopulaire au point de fléchir ultérieurement. Gorbatchev finit par être surnommé le secrétaire minéral. Ce trouble aggrava les problèmes internes de l'Union, qui finit par chuter en 1991.

### Sous la fédération de Russie
Le premier président de la fédération de Russie, Boris Eltsine était un chef d'État dont l'alcoolisme n'était un secret pour personne. Bien que son attrait pour la vodka le rapprochât du peuple, son exemple était néfaste. C'est pendant la première décennie de la Russie post-soviétique que les méfaits de l'alcoolisme ont été les plus intenses. Le prix de la vodka a diminué par la fin du monopole d'État, et la qualité est devenue très aléatoire. Parallèlement, les salaires ont continué à progresser pour certains, leur permettant une grande accessibilité de la vodka plus encore que le vin ou la bière, ou ont diminué pour d'autres pour lesquels seuls les alcools industriels toxiques étaient à portée de bourse. En 1992, le prix de la vodka n'est plus issu des mécanismes de marché mais fixé administrativement, alors que l'ensemble des biens de consommations sont sous le feu de la très forte inflation touchant l'économie russe. La taxe instaurée en 1998 n'était pas non plus indexée à l'inflation. Ces deux erreurs ont permis à la population d'obtenir de l'alcool à un prix très inférieur au coût normal, faisant revenir une nouvelle fois l'alcoolisme en première page de l'histoire nationale.
L'arrivée au pouvoir de Vladimir Poutine marque un tournant radical par rapport à son prédécesseur. Poutine affiche clairement devant les médias son refus de la consommation d'alcool qu'il ne s'autorise qu'à titre exceptionnel. Poutine s'efforce de renvoyer une image d'un président à l'hygiène de vie saine et sportive. Le président, qui s'affiche comme exemple à suivre pour la population, s'est efforcé tout au long de ses mandats de promulguer des lois luttant contre l'alcoolisme, ses causes et ses effets.
En 2010, Dmitri Medvedev avait dans la même lignée instauré un prix plancher pour la vodka, presque le double de celui du marché, interdit la vente d'alcool la nuit, réduit la tolérance d'alcoolémie au volant, mais les résultats sont de son propre aveu un échec.
En 2016, l'organisation mondiale de la santé constate que la consommation d'alcool a baissé de 17 à 14 litres par an et par personne en dix ans, et non de 80% comme le proclament les autorités russes,.

## Étiologie et causalités
L'alcoolisme russe est donc une maladie de société aux racines multiples : historique, culturelle, économique, voire climatique.

### Profil de consommation
La population de Russie a une consommation centrée autour des spiritueux et alcools forts qui représentent 63 % de la consommation d'alcool, loin devant la bière, culminant à 33 %. Néanmoins, la part d'alcool fort tend à diminuer. Il existe d'autres pays où la consommation d'alcool pur est du même ordre, sans pour autant connaître les maux de la Russie, puisque l'alcool est absorbé sous forme de bière ou de vin. En Russie, les classes pauvres et la classe aisée boivent plus que la classe moyenne, la tendance à l'augmentation de l'alcoolisme étant relativement corrélée au revenu annuel. Et généralement, les hommes boivent de la vodka ou de la bière, tandis que les femmes préfèrent le vin. Généralement, lorsqu'une personne dans un couple boit, le/la conjoint(e) aura tendance également à boire. Au-delà d'un acte routinier, la consommation ponctuelle a ses propres particularité. Il n'est pas rare que les Russes s'adonnent au « Zapoï » (alcoolisation comme passe-temps) ou au binge drinking durant leur temps libre ou lors d’événements particuliers. Il existe donc un débit d'alcool important en plus d'un usage régulier.
Dans la même logique, la courbe de consommation d'alcool au cours de la vie suit celle des revenus. La période la plus critique est celle où les individus ont des revenus réguliers et importants. Après la retraite, la baisse des revenus affecte le pouvoir d'achat et donc l'accès aux boissons alcoolisées. Ceci est d'autant plus vrai que généralement les Russes alcooliques décèdent fréquemment avant d'atteindre l'âge de la retraite. De ce fait les retraités sont donc sobres et sont des personnes ayant eu une consommation raisonnée. Cette inégalité de revenu différencie les urbains des ruraux, buveurs moins importants aux salaires plus faibles.
L'âge de début de consommation est également un facteur addictologique majeur. L'abus d'alcool pendant l'adolescence multiplie par deux à quatre la prévalence de l'alcoodépendance à l'âge adulte. Dans la société russe, les enfants et les adolescents sont rapidement en contact avec l'alcool.
Enfin, la consommation d'alcool est fréquemment corrélée au tabagisme et à la drogue. Il a été montré que la consommation de cigarettes entraînait une consommation d'alcool plus fréquente et plus importante. Or, la Russie est un pays où l'on fume un nombre très important de cigarettes.
En ce qui concerne l'augmentation du prix de l'alcool, les consommateurs réagissent de plusieurs façons différentes. Pour les classes défavorisées, l'élasticité des prix contraindra plus ou moins rapidement à un report de la consommation sur d'autres produits, tandis que les classes moyennes pourront supporter l'augmentation. La capacité financière du consommateur ainsi que sa dépendance influenceront sur l'élasticité du prix. L’adaptation conduit soit à acheter le même produit dans une gamme inférieure, soit à se reporter sur un autre type de boisson moins coûteuse.

### Facteurs débattus

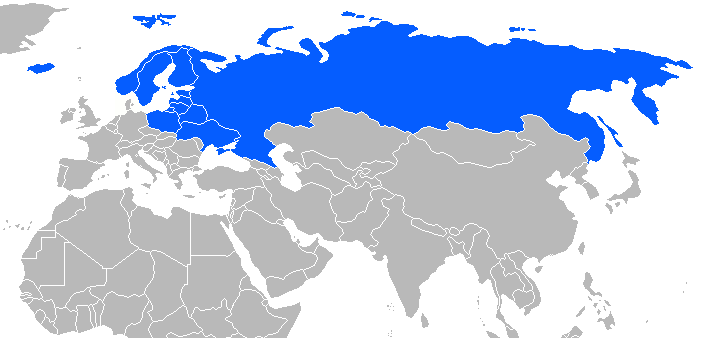
La Vodka belt : lien entre climat, agriculture et type d'alcool produit.

Le climat de la Russie rend très difficile la culture de la vigne, et donc une production nationale de vin. En revanche, le territoire russe est l'un des premiers producteurs mondiaux de seigle avec la Pologne, second producteur de pomme de terre, et troisième producteur de blé. Or, le seigle, le blé et la pomme de terre sont des produits agricoles à la base de la vodka. La forte production de la petite eau a pour effet une baisse des prix, également due à l'atomicité de l'offre rendue possible par la simplicité du procédé de fabrication. Il existe en effet plusieurs milliers de marques de vodka à travers le monde, dont une majorité à l'intérieur des frontières de la fédération[Combien ?]. Il existe sept à dix fois plus de points de vente de spiritueux pour cent mille habitants au sein de la fédération qu'en Scandinavie. Enfin, selon une hypothèse sociologique non prouvée, nombreux sont les Russes à justifier leur consommation par la dureté du climat et la longueur des hivers.
La pauvreté est souvent pointée du doigt pour expliquer l'alcoolisme du pays mais nombreux sont les analystes à souligner qu'il existe beaucoup de lieux dans le monde dont la pauvreté est terriblement plus grave, sans pour autant déboucher sur cette pathologie. Le rapport de 2009 de la Chambre civile de la fédération de Russie ajoutait que la spatialisation de la mortalité due à l'alcool n'était pas corrélée à celle du PIB des régions russes. Tout au plus, on pouvait constater un accroissement du phénomène du sud au nord, et d'ouest en est. Selon ce même document, la résorption de l'alcoolisme par l’élévation du niveau de vie est fausse. Il a été montré que l'augmentation du revenu conduisait à une augmentation de l'accessibilité des alcools si aucune mesure n’empêchait la très forte disponibilité de l'alcool en Russie. En revanche, si la pauvreté n'est pas un bon déterminant de l'alcoolisme, la manque d'emploi semble être le facteur économique le plus lié.
Beaucoup de Russes croient que seules les vodkas frelatées et les alcools illégaux sont nuisibles pour la santé. Or, si effectivement la vodka traditionnelle est réellement de meilleure qualité, quelle qu’en soit l'origine, une surconsommation, surtout chronique, est malsaine. Dans le même ordre d'idées, il est inconcevable qu'une boisson gazeuse puisse avoir des effets négatifs sur la santé. La bière n'a été catégorisée en tant que boisson alcoolisée qu'en 2011, comme toutes les boissons inférieures à 10°. De ce fait, l'achat de cette boisson était libre pour n'importe qui à n'importe quel âge.
La tolérance à l'alcool (en) et la prédisposition à boire dépend également du patrimoine génétique des individus. Plusieurs gènes différencient les individus face à l'alcool. Un premier détermine la capacité de production des enzymes dégradant l'alcool sécrété par le foie, ayant des conséquences directes sur la tolérance à l'alcool, un autre définit la résistance des effets de l'alcool sur le cerveau (somnolence, troubles moteurs...). Un troisième facilite la dépendance aux substances addictives, dont l'alcool fait partie au même titre que la drogue. Enfin, le gène AUTS2 est statistiquement plus présent chez les buveurs chroniques,. Aucune étude n'a à ce jour permis d'établir clairement de liens avec le brassage génétique issu l'histoire ethnique du peuplement des territoires russes. La légende urbaine prétendant que les Slaves ont une plus grande résistance ou addiction à l'alcool reste donc encore scientifiquement infondée. Il en va de même pour la spéculation soutenant que la consommation séculaire aurait induit une adaptation du génome. Néanmoins, la recherche a déjà travaillé sur la question du lien entre ethnique, génétique et alcool, et certains travaux accréditeraient statistiquement ces suppositions,,.

### Prévention et traitement
Depuis le début des années 2000, les autorités russes ont commencé à mettre en œuvre une politique de prévention et d'éducation. Des sites web pédagogiques ont été créés, des campagnes de sensibilisations à destination du grand public sont financées, tandis que l'éducation scolaire sensibilise les écoliers aux dangers de l'alcool. De plus, les messages portant sur l’abus d'alcool figurent depuis sur les étiquettes.
Cependant, le système de santé s'avère peu efficace pour prendre en charge curativement la population alcoolique. Le nombre de points de traitement manque, et leur connaissance en alcoologie et toxicomanie demeure insuffisante. De ce fait, la prise en charge des patients s’effectue dans la majorité des cas par les hôpitaux lorsqu'ils sont dans un état grave. Or, à ce stade, l'alcoolisme devient extrêmement difficile à contrer tant l'addiction et le risque de rechute est important. À la fin des années 2000, seuls 1 500 places en centre de traitement étaient disponibles, alors que la demande se chiffrait au-delà des 53 000. Des dispensaires religieux essayent de combler le manque, mais le manque global reste toujours aussi dramatique. Enfin, le personnel médical n'est pas toujours formé à la médecine occidentale, et nombre de guérisseurs locaux, médium ou rebouteux officient, ce qui peut s'expliquer par le fait qu'il n'existe que deux documents permettant d'exercer des soins en toxicomanie.
La société russe compte donc également un grand nombre d'alcooliques puisqu'aucune solution crédible n'existe avant l’hospitalisation et la mort.

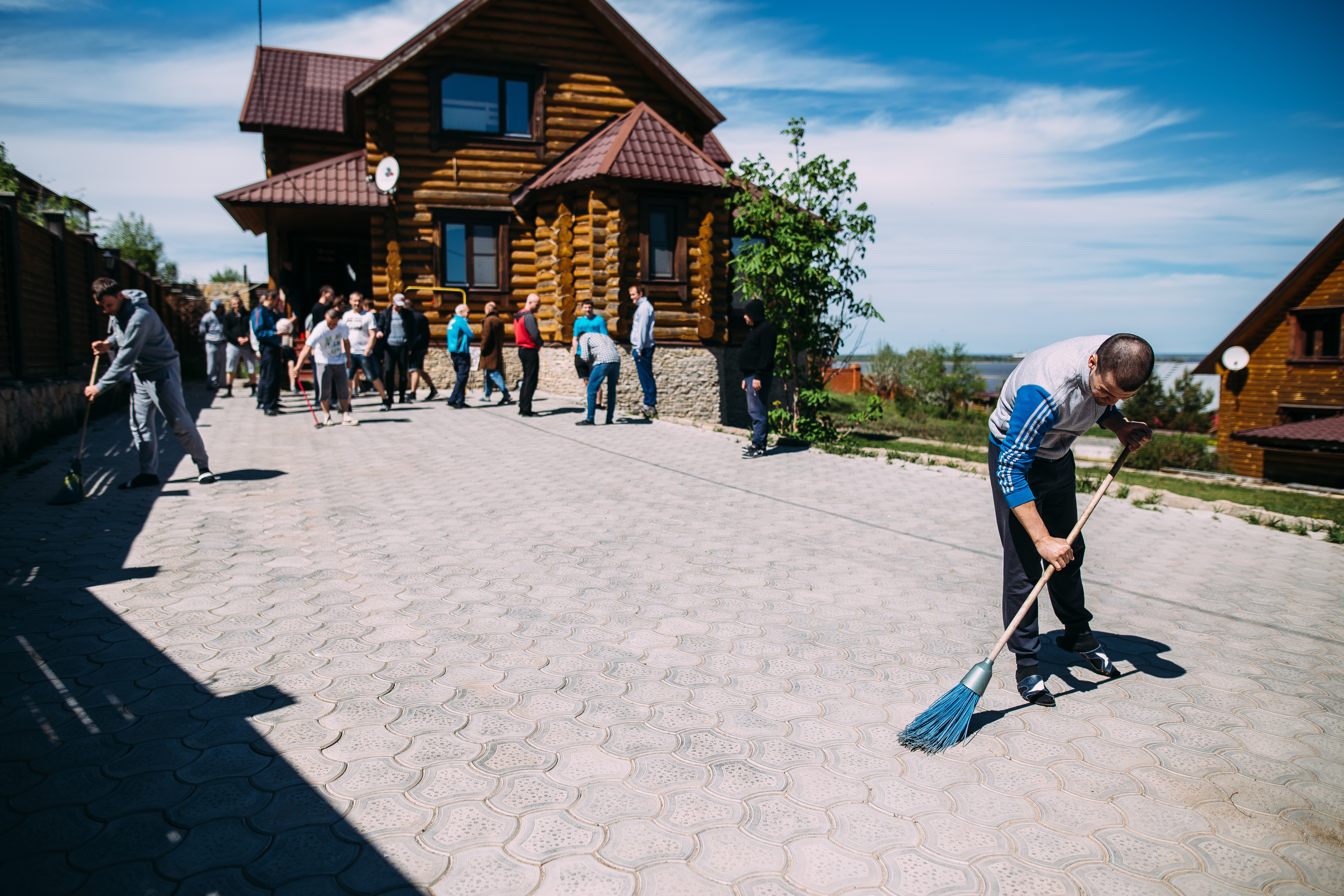
L'ergothérapie dans le traitement de l'alcoolisme.
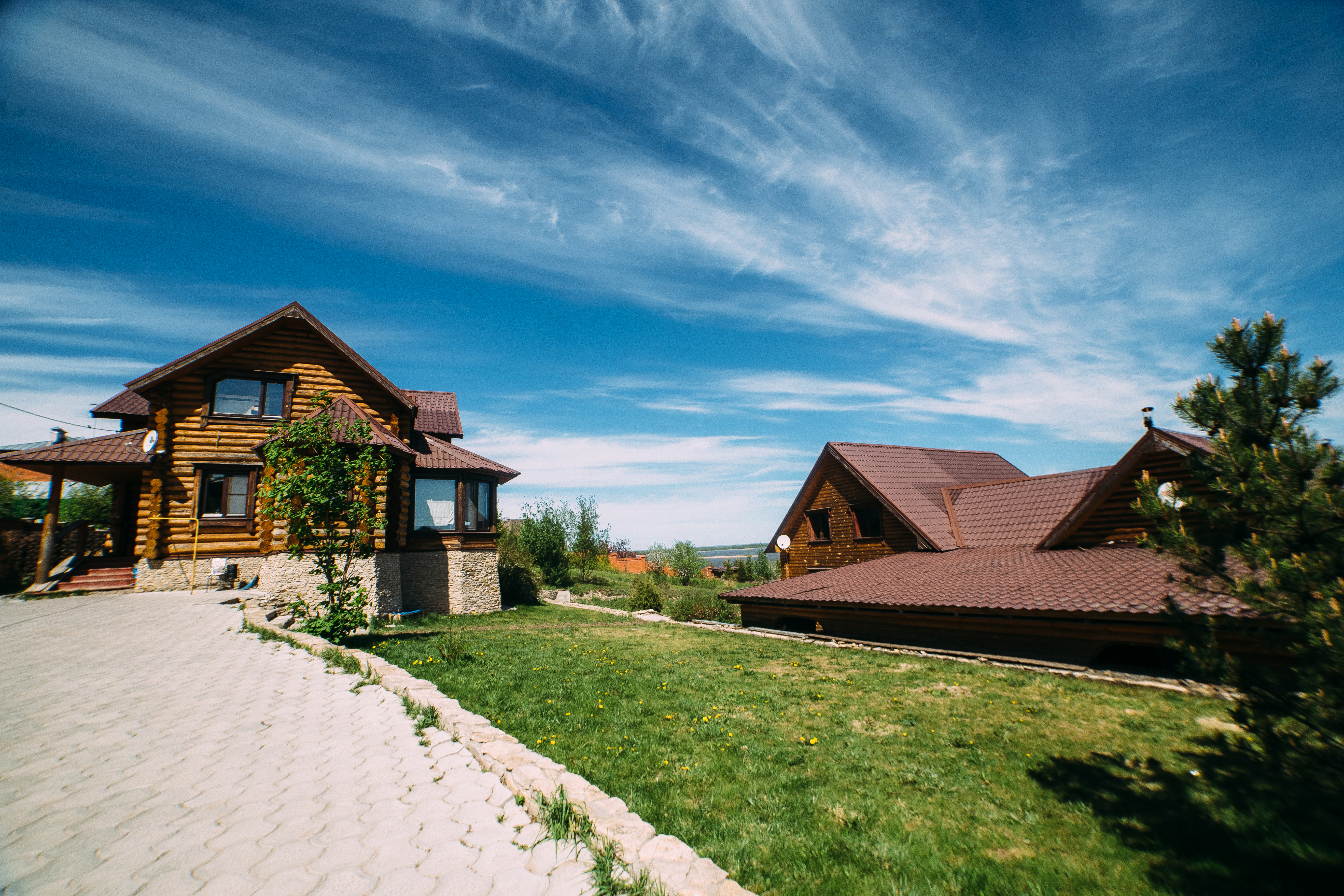
Centre de traitement de l'alcoolisme à Moscou.
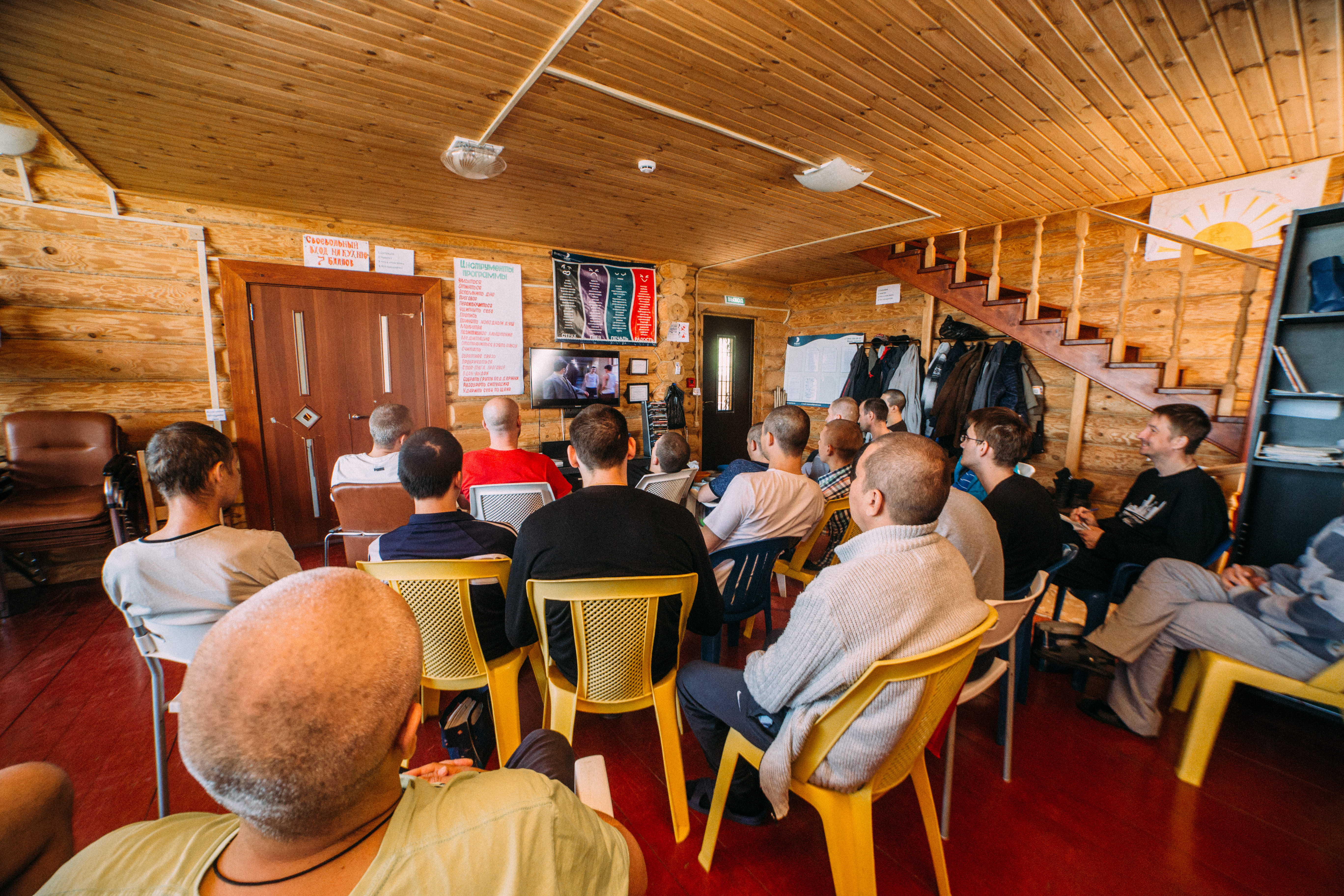
Réadaptation sociale des alcooliques.
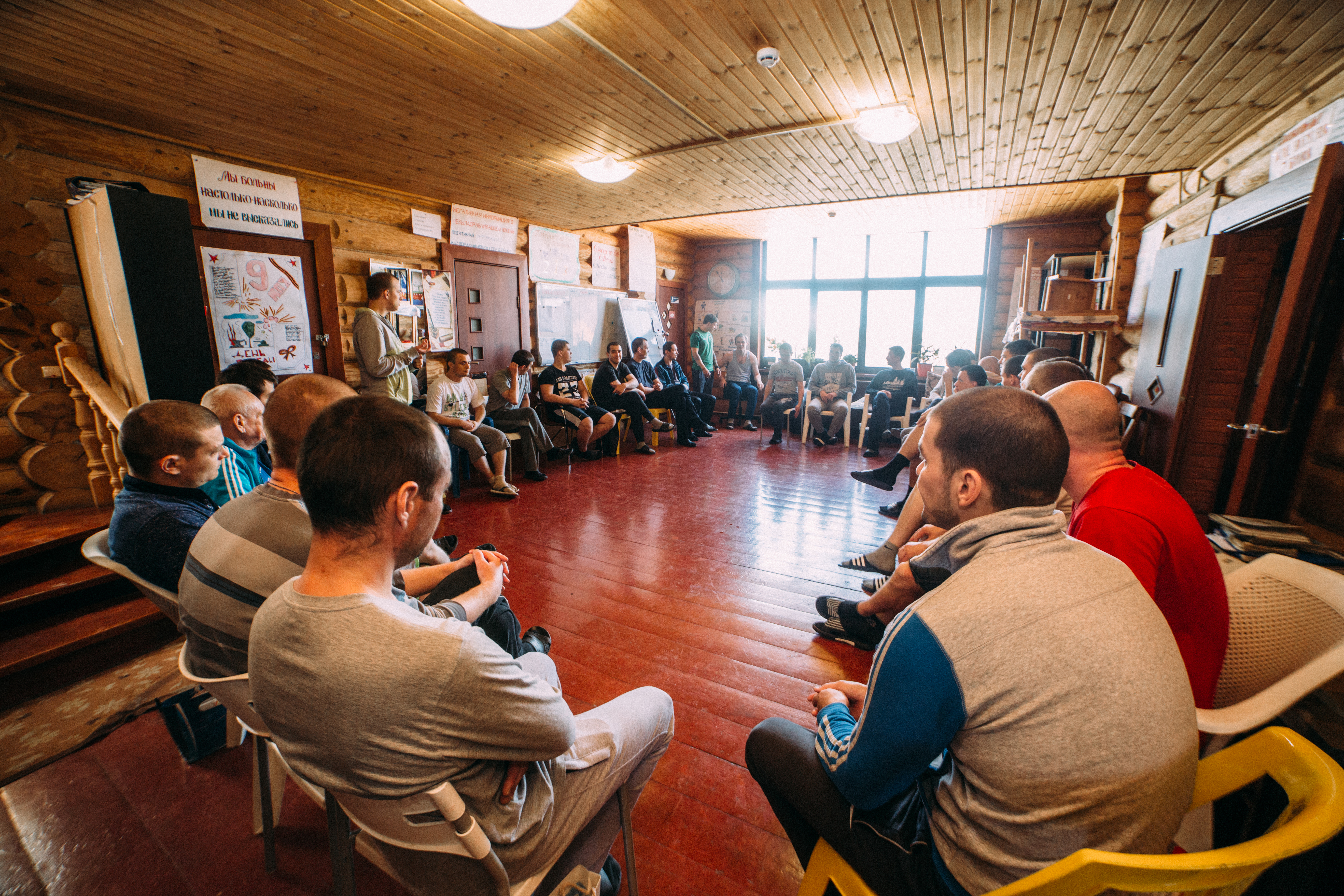
Groupe de parole.

### Dynamiques statistiques
| Année | Alcool légal commercialisé | Alcool illégal artisanal | Alcool illégal artisanal |
| Année | Alcool légal commercialisé | Samagone                 | Sub. chimiques dérivées  |
| ----- | -------------------------- | ------------------------ | ------------------------ |
| 1984  | 40                         | 23,3                     | 13,3                     |
| 1985  | 36,3                       | 5,4                      | 32,8                     |
| 1986  | 3                          | 18,2                     | 15,2                     |
| 1987  | 7,1                        | 14,3                     | 40,4                     |
| 1988  | 8,8                        | 17,6                     | 26,5                     |
| 1989  | 8,5                        | 13,5                     | 29,5                     |
| 1990  | 23,4                       | 17,8                     | 34,4                     |
| 1991  | 29,8                       | 21,4                     | 28,6                     |
| 1992  | 23,6                       | 30                       | 26                       |
| 1993  | 54,6                       | 24                       | 8                        |
| 1994  | 41                         | 44                       | 2,4                      |

## Conséquences
L'appréhension des conséquences de l'alcoolisme en Russie ne peut se faire qu'à travers une analyse systémique pour aborder la complexité de la situation. En effet, de nombreuses causes sont également conséquences du phénomènes, tandis que des boucles de rétroaction interdisent une lecture directe des causalités.

### Symptômes cliniques de la morbidité
Bien que les autorités russes manquent de données et de statistiques fiables, en 2005 le pays comptait 2 348 567 alcooliques.
L’alcoolisme en général peut induire de nombreuses pathologies différentes, ce qui réduit la lecture des causalités directes. De ce fait, le cas russe n'induit pas nécessairement une seule conséquence sanitaire. Nombreux sont les alcooliques à décéder de mort violente ou d'accident perturbant avant l'apparition ou le diagnostic par les structures de santé des dégradations de la santé. Par ailleurs, d'autres facteurs environnementaux ont de grands effets sur la santé : qualité de l'habitat, qualité de l'alimentation, style de vie, niveau social, type de travail, etc. Il est donc hasardeux de relier catégoriquement directement la consommation d'alcool à un trouble de santé. De ce fait, les statistiques de santé offrent des informations brutes.

Quelques pathologies directement ou indirectement induites
Mort par blessure.
Mort par maladie coronarienne.
Mort par empoisonnement.
Incidence des maladies cardiovasculaires.
Incidence des cirrhoses.

### Démographie

Pyramide des âges de la Russie.

La conséquence la plus directe de cette consommation élevée et prolongée d'alcool est une baisse de l'espérance de vie chez les patients atteints de pathologies éthyliques. L’espérance de vie en Russie en 2012 était de 64 ans pour les hommes et 75 ans pour les femmes, ce qui est largement inférieur aux moyennes européennes. La consommation annuelle élevée de 15,7 litres d'alcool pur relevée par l'OMS est en grande partie responsable, bien qu'il ne s'agisse pas de l'unique facteur. Ainsi, une étude publiée par The Lancet relevait que sur une population saine, mais consommant de l'alcool et du tabac, le risque de mourir avant 54 ans était de 16 % pour les personnes buvant entre 0,5 l et 1,5 l de vodka par semaine. Ce chiffre grimpant à 35 % pour ceux buvant plus d'un litre et demi hebdomadairement, et augmente encore considérablement avec l'âge. Sur l'échantillon statistique initial de 57 361 individus, plus de 2 000 hommes étaient décédés dix ans plus tard de pathologie liée à la consommation d'alcool telles que le cancer du foie, le cancer de la gorge, la pneumonie ou les altérations du pancréas.
Les troubles de santé liés à l'alcool touchent davantage les hommes que les femmes, ceux-ci étant de plus gros consommateurs, qui pour 40 % d'entre eux boivent quotidiennement de la vodka. De ce fait, 35 % des hommes meurent avant 55 ans en raison de cette consommation. Selon le CIA World Factbook, en 2014 l'espérance de vie des hommes russes (64,37) était inférieure à celle observable en Chine (73,09) ou en Inde (73,09), alors que le niveau des femmes était très similaire.
Sur l'ensemble de la fédération de Russie, l'alcoolisme est tenu pour responsable de près de 500 000 décès par an. L'ONU estime quant à elle que ce fléau responsable de 20 % des décès chez les hommes et 6 % chez les femmes en Russie pourrait encore emporter onze millions de citoyens entre 2012 et 2025,. En prolongeant la courbe démographique du pays, la Russie ne compterait plus aucun habitant d'ici un ou deux siècles.
La qualité de l'alcool est également un facteur de morbidité non négligeable. Après la chute de l'URSS, le contrôle de l'État sur l'économie était devenu presque inexistant, permettant des productions d'alcool frelaté et de produits alcooliques à fort risque sanitaire, en plus de la samagone artisanale, de qualité aléatoire. Par contrainte financière, les alcooliques pauvres ne pouvant acheter de vodka se mettent alors à consommer toutes sortes de substituts allant du liquide pour vitre à l'eau de Cologne. Les intoxications induites par l'ingestion d'alcool frelaté emportent chaque année 42 000 personnes.
En plus d'avoir un impact mesurable sur l'espérance de vie et la mortalité, l'alcoolisme touche également la natalité et la fécondité. Les graves dysfonctionnements que peuvent rencontrer les familles touchées par l'alcool auront tendance à moins faire d'enfants dans le meilleur des cas, la généralité n'en faisant aucun. La pyramide des âges russe est donc rongée à la base et à son sommet par l'alcoolisme.

### Économie
L'alcool et l'économie entretiennent en Russie une relation ambivalente. La vodka, production nationale connue dans le monde entier, permet des recettes substantielles à l'État russe au moyen de taxes lors de la vente. La consommation d'une production nationale permet une circulation de flux financiers en interne. L'exportation d'alcool est également bénéfique pour la balance commerciale.
Cependant, l'alcoolisme induit des surcoûts au niveau du système de santé russe. L'alcoolisme abaisse l'espérance de vie de nombreuses personnes en dessous de l'âge de la retraite, rendant le système plus rentable. Les pertes ainsi induites se chiffraient à 1 700 milliards de roubles (40 M€) en 2009, ventilées dans plusieurs facteurs : perte de productivité, coût des traitements des maladies, les handicaps induits et leurs prestations sociales, les orphelinats, les accidents du travail et de la route et la criminalité.

### Sociale

Surreprésentation de la Russie, État pourtant fort, dans le classement des pays par taux d'homicide volontaire. En foncé, les pays à fort taux.

Surreprésentation de la Russie dans le classement des pays par taux de suicide. En rouge, taux élevé.

L'alcool consommé induit des modifications comportementales et physiques affectant de multiples façons la population russe, classée parmi les plus grands buveurs d'alcool au monde.
- Les modifications comportementales sous l'influence de l'alcool sont à l'origine d'une part importante de la criminalité. Ainsi, entre 50 et 70 % des auteurs d'homicides arrêtés présentaient au moment des faits une alcoolémie positive[44]. Le fait que de nombreux actes ont été commis dans un état de conscience second rend une grande partie de la criminalité en Russie (ru) évitable. Cette criminalité éthylique se rajoute donc aux infractions commises en temps normal, et contribuent à augmenter le taux de criminalité du pays. Ce lien se vérifie par le taux d'incarcération qui est l'un des plus hauts du monde[45].

- L'alcoolisme met à mal la stabilité de la cellule familiale. Le mari, lorsqu'il est alcoolisé, est souvent responsable de violence domestique. Une étude révèle ainsi qu'un tiers des actes violents contre les femmes sont commis par un conjoint sous l'emprise de l'alcool. Il en découle un taux de divorce important qui place la Russie en seconde position sur la divortialité parmi les pays du monde[46]. L'ébriété détériore non seulement la relation du couple, mais déstabilise aussi la fonction parentale des deux adultes. L'éducation des enfants est alors mal assurée, voire plus du tout[45]. Ce trouble éducatif et familial engendre de nombreux abandons d'enfants. Une nouvelle fois, la Russie prend la première place du classement international des orphelins et enfants abandonnés. Le ministère de la Santé russe (ru) évoquait en 2007 le chiffre de 750 000 orphelins et enfants hors de la garde parentale[47]. En outre, la grossesse effectuée conjointement à une consommation régulière a des conséquences néfaste sur le fœtus et le nourrisson.

- Les troubles liés à la consommation d'alcool ainsi que les symptômes dépressionnaires augmentent la propension au suicide[48]. Le suicide chez les jeunes de 15 à 19 ans est trois fois supérieur à la moyenne mondiale, et place la Russie en troisième place du classement. La jeunesse russe est par ailleurs quatre fois plus encline à développer une dépression qu'en Europe[49]. Les statistiques du suicide varient selon les sources et les années, mais ont toujours placé la fédération de Russie en tête de classement. En 1995, le taux était de 45/100 000, pour redescendre en 2010 à 23,5/100 000, âge et sexe confondus[50]. Un suicide sur deux est provoqué par l'alcool[51].

- On attribue 8 % de morts sur la route à l'alcool, tandis qu'un tiers des victimes d'accidents de la route sont des piétons[52]. Il n'est pas rare que des piétons sous emprise d'alcool adoptent des déplacements dangereux et finissent par être fauchés.

### Au sein de l'armée russe
Le ministère de la Défense britannique considère que la consommation excessive d'alcool au sein de l'armée russe à causé la mort de plusieurs centaines de personnes directement ou indirectement lors de l'agression russe de l'Ukraine en 2022. 

## Réglementation
La réglementation encadrant l'alcool est difficile à mettre en œuvre en Russie, et de nombreuses tentatives ont été menées depuis plus d'un siècle. L'interdiction et la limitation de production ou de vente est toujours contournée. Les individus ou des organisations mafieuses produisent eux-mêmes de la vodka ou des dérivés artisanaux (samagone), tandis que certains industriels en profitent pour lancer des cuvées nocturnes, mises sur le marché à bas prix car peu taxées. Outre l'application de la loi, le problème majeur est le fait que l'alcoodépendance ne s'arrête pas subitement. De ce fait, le sevrage immédiat des alcodépendants détourne la consommation de la vodka vers des produits industriels toxiques, rendant toute mesure contre-productive. Non seulement, le problème d'alcoolisme n'est pas réglé, mais aussi aggrave-t-il le problème de santé des populations défavorisées. Par ailleurs, les puissants industriels de la vodka font du lobbying sur les autorités pour limiter au maximum la portée de toute mesure envisagée. La force du lobbying est d'autant plus efficace que la réglementation sur l'alcool est partagée par sept ministères et institutions.
Le principal texte encadrant l'alcool est la Loi fédérale (ru) sur la vente de l'alcool no 171 du 22 novembre 1995. Cette loi encadrait principalement la production et la vente dans le but de contrôler la qualité et d'éviter les productions dangereuses, mais oubliait totalement l'éminent problème de santé publique induit. Ce texte, quoi que de portée déjà limitée n'était pas réellement applicable sur le terrain.
Conscient de ces faits, les gouvernements post-soviétiques ultérieurs à Eltsine ont peu à peu introduit des mesures pour lutter progressivement contre l'alcoolisme en Russie.
- Prix plancher de la vodka, rehaussé plusieurs fois. L'augmentation est lente, mais supérieure à l’inflation pour ne pas brusquer les consommateurs. Cette modification tarifaire est différente ente alcools forts et boissons légèrement alcoolisées. le prix des spiritueux est largement plus élevé que celui des boissons faiblement alcoolisées. De cette façon le prix de l'alcool pur contenu dans les bouteilles est constant quelle que soit la teneur de la boisson. Se saouler à la vodka est alors tout aussi coûteux qu'avec d'autres boissons. Cet outil offre le double avantage de réduire l'accessibilité de l'alcool tout en augmentant les recettes de l'État[56].

- Interdiction de la publicité pour l'alcool (Loi fédérale (ru) sur la publicité no 38 du 13 novembre 2006). L'objectif de faire diminuer la consommation par l'éradication de l'alcool dans le paysage visuel et médiatique est fréquemment contourné par le sponsoring, le placement de produit, par internet et ses moyens de communications émergés ultérieurement[11].

- Interdiction de vente d'alcool la nuit à Moscou

- Interdiction de l'alcoolémie au volant et rehaussement des contraventions

Contrairement aux précédentes mesures mal perçues et contestées, il semblerait qu'en ce début de XXIe siècle, les mentalités changent. Selon une enquête réalisée en 2006, la surconsommation d'alcool de leurs compatriotes inquiétait 42 % des interrogés. 58 % des Russes supporteraient les mesures gouvernementales anti-alcool, et 28 % de la population serait d'accord avec une interdiction de production/commercialisation de l'alcool.

## Dans la culture populaire
L'alcoolisme en Russie est un fléau frappant la population nationale relativement connu dans le monde, à l'instar de l'obésité aux États-Unis. Cette spécificité nationale se répercute donc dans les arts et la culture populaire.
- Venedikt Erofeïev, Moscou-sur-Vodka (roman, 1969)
- Andreï Guelassimov, La Soif (roman, 2002)
- Emmanuel Carrère, Retour à Kotelnitch (film, 2003)